# Stomina calvescens
Stomina calvescens är en tvåvingeart som beskrevs av Herting 1977. Stomina calvescens ingår i släktet Stomina och familjen spyflugor.
Artens utbredningsområde är Frankrike. Inga underarter finns listade i Catalogue of Life.